# Франсоа-Анри Дезерабл
Франсоа-Анри Дезерабл (на френски: François-Henri Désérable) е френски писател, бивш професионален състезател по хокей на лед.

## Биография
Дезерабл е роден на 6 февруари 1987 година във френското градче Амиен. Още на пет години започва да играе хокей на лед, впоследствие се занимава с това и професионално. През 2002 – 2003 година се състезава за отбора на гимназия „Уайзата“ в американския щат Минесота.
Когато Дезерабл е на 18 години, намерението му е да продължи да се занимава с хокей, но по настояване на неговата майка, записва да следва и в университет. Избира правния факултет, защото „е възможно най-близо до хокейното игрище“. В университета се запознава с много ог големите имена във френската и световната литература, чете много и скоро след това започва успоредно с четенето и да пише.

### Спортна кариера
След като е играл за младежкия отбор на „Готик д'Амиен“, с който през 2007 година печели френското младежко първенство по хокей на лед, Дезерабл прави дебюта си при мъжете през 2008 година с отбора на „Лион“. През 2011 година е в отбора, достигнал до финала на френската Втора дивизия, в резултат на което отборът влиза в Първа дивизия. Същата година е избран сред финалистите на „Лион дю Спорт“ в категорията „Най-добър лионски атлет“.
След това се състезава два сезона за отбора „Монтпелие Вайпърс“, преди да се премести в Париж, където прекарва още един сезон с „Франсез Воланс“, преди окончателно да се откаже от спортната кариера през 2016 година на 29-годишна възраст.

### Писателска кариера
Първата книга на Франсоа-Анри Дезерабл, „Покажи главата ми на народа“, е издадена през април 2013 година от едно от водещите френски издателства – „Галимар“. Книгата съдържа кратки разкази, свързани с Френската революция и печели множество литературни награди.
През 2015 година Дезерабл публикува „Еварист“, роман за френския математик Еварист Галоа (1811 – 1832), който въпреки преждевременната си гибел на 20 години в дуел, полага основите на цял един дял от математиката – висшата алгебра. Във Франция книгата на Дезерабл е определяна като една от „литературните сензации на 2015 година“.
През 2017 година излиза вторият роман на Дезерабл, „Някой си господин Пекелни“, който представлява литературна детективска история в търсене на доказателства за реалното съществуване на господин Пекелни, бегло споменат от писателя и литературен мистификатор Ромен Гари (1914 – 1980) в романизираната му автобиография „Обещанието на зората“. Този роман на Дезерабл също е удостоен с множество отличия, сред които финалната селекция за наградата „Гонкур“ и спечелената Голяма литературна награда на град Сент Етиен за 2017 година. Още същата година започва превеждането и издаването на романа на немски, руски, полски, английски. На български език излиза през 2019 година от издателство „Аквариус“ в превод на Галина Меламед.